# Kulturmonument (Tjekkiet)
Den Tjekkiske Republiks kulturelle monumenter (tjekkisk : kulturní památka) er beskyttede historiske steder (både fast ejendom og løsøre) udpeget af Tjekkiets kulturministerium. Kulturmindesmærker, der udgør den vigtigste del af den tjekkiske kulturarv, kan erklæres som nationale kulturminder (tjekkisk: národní kulturní památka) ved en forordning fra Den Tjekkiske Republiks regering. Regeringen kan også udråbe et område, hvis karakter og miljø er bestemt af en gruppe af faste kulturminder eller arkæologiske fund som helhed, som et monumentreservat. Kulturministeriet kan udråbe et område for en bebyggelse med et mindre antal kulturminder, historisk miljø eller en del af et landskabsområde, der udviser væsentlige kulturværdier som monumentzone.
Fra 2019 er der 14 tjekkiske kulturminder på verdensarvslisten.

## At udråbe genstande som kulturmonumenter
Kriterierne for at erklære en genstand for et kulturminde, samt reglerne for deres beskyttelse og forvaltning er defineret i lov 20/1987 Coll., om State Heritage Preservation. Kriterierne omfatter genstande, der er en "vigtig optegnelse over historisk udvikling, levevis og samfundsmiljø fra de ældste tider til i dag, som en udstilling af menneskehedens kreative færdigheder og arbejde fra de forskellige områder af menneskelige aktiviteter, for deres revolutionære, historiske, kunstneriske, videnskabelige og tekniske værdier, [eller] som har en direkte relation til vigtige personligheder og historiske begivenheder".

## Annullering af proklamation af en genstand som et kulturmonument
Medmindre der er tale om et nationalt kulturminde, kan Kulturministeriet af yderst alvorlige grunde ophæve bekendtgørelsen af en genstand som kulturminde efter anmodning fra ejeren eller af en organisation, der godtgør en retlig interesse i aflysningen af status som kulturmonument eller på eget initiativ.
Efter fløjlsrevolutionen blev betegnelsen for det nationale kulturminde fjernet fra arbejderbevægelsens mindesteder, men nogle af disse bygninger er stadig beskyttet som kulturmindesmærker.

## Administration
Kulturministeriet er statsforvaltningens centrale organ for kulturminder.
Nationalt institut for kulturarv (tjekkisk: NPÚ) er den største statsfinansierede organisation under Den Tjekkiske Republiks kulturministerium. I henhold til de gældende love er det betroet en række ekspertopgaver i forbindelse med den statslige kulturarvsbeskyttelse. Instituttet forvalter alle de statsejede monumenter. Fra 2019 er der over hundrede slotte, slotte og andre monumenter under NPÚ-ledelsen. Det opretholder også en central liste over kulturelle monumenter i Tjekkiet og den foreløbige liste over kulturelle monumenter, som Den Tjekkiske Republik har til hensigt at overveje for nominering til verdensarvslisten. Instituttet er også forpligtet til at yde gratis rådgivning om bevarelse, vedligeholdelse og renovering af monumenterne og yde eksperttilsyn under deres restaurering og renovering.
Hver kommune forvalter kulturminder inden for sit område. Kommuner med udvidede beføjelser udfører derefter delegeret statsforvaltning på området for monumentbevaring, især statslig bygningstilsyn under monumentrestaureringen; de fører tilsyn med overholdelsen af loven.

## Central liste
Den centrale liste over Tjekkiets kulturelle monumenter indeholder både de faste og bevægelige genstande. Et indeksnummer identificerer både en enkelt genstand (f.eks. en bygning, et maleri) eller et sæt bygninger eller genstande (f.eks. slotspladser, slotmøbler). Antallet af kulturminder på listen (aktuelt knap 89.000 poster) afspejler således ikke den faktiske optælling af de fredede genstande - i virkeligheden er der mere end to millioner enkelte stykker, mange af dem optaget under samme indeksnummer.
Der er næsten 40 tusinde faste genstande som historiske bygninger, arkæologiske steder, industrielle monumenter, folkearkitektur.
De bevægelige genstande omfatter kunstværker, værdifuldt kunsthåndværk, historiske bibliotekssamlinger og originale møbler fra slotte  og sakrale bygninger. Der er hundredtusindvis af sådanne genstande, næsten 49 tusind genstande er beskyttet som kulturelle monumenter. I modsætning til de faste monumenter er data om flytbare monumenter ikke offentligt tilgængelige på grund af tyveri og beskyttelse af personoplysninger.

## Monumentreservater
Områder med sæt af faste kulturminder fredet i det oprindelige historiske miljø eller steder med arkæologiske fund kan erklæres som fredede områder. Disse er hovedsageligt de historiske by- eller landsbycentre. Den Tjekkiske Republiks regering definerer dem ved regeringsdekret. I Tjekkiet er der by-, landsby- og arkæologiske monumentreservationer.
- Det urbane monumentreservat er en udvalgt del af den historiske bykerne med bevarede bygninger (eller deres ensembler) og byinfrastruktur (fontæner, skulpturer mv.) uden væsentlige påtrængende konstruktionsmæssige indgreb fra den moderne tid. Udpegningen beskytter ikke kun de enkelte bygninger, men også den historiske grundplan, bystrukturen, panorama mv. I 2013 var der i alt 40 byer, der blev erklæret som et urbant monumentreservat. Den største blandt dem er Prags monumentreservat, efterfulgt af Brno- og Olomouc-reservaterne. Monumentreservaterne er proklameret af regeringen.
- Landsbymindereservatet er et område med fredede bygninger af folkelig karakter, fx landsbyer, arbejderkolonier eller forstadsdistrikter med folkearkitektur. Det mest værdsatte træk ved sådanne områder er den bevarede (eller kun minimalt forstyrrede) bystruktur.[6] Der er etableret 61 landsbybevaringsområder i Tjekkiet, og deres karakter er forskellig fra region til region.
- Det arkæologiske monumentreservat bevarer de arkæologiske steder. Fra 2019 er der otte sådanne steder i Den Tjekkiske Republik, hvoraf alle på nær én er bakkeforter.

## Monument zoner
En monumentzone kan være en by, en del af en by eller en del af en landskabsenhed, der har væsentlig kulturel værdi. Den Tjekkiske Republik har by-, landsby- og landskabsmonumentzoner. Alle er proklameret af Kulturministeriet. 